# Grañón
Grañón – gmina w Hiszpanii, w prowincji La Rioja, w La Rioja, o powierzchni 31,01 km². W 2011 roku gmina liczyła 293 mieszkańców.